# Twisted Machine
Twisted Machine (扭曲的机器 — кит. Скрученная машина) — китайская метал-группа, образованная в 1998 году в Пекине. За свою карьеру музыканты выпустили четыре студийных альбома и один мини-альбом.

## История
Twisted Machine были основаны в Пекине в 1998 году четырьмя музыкантами: Ван Сяо (вокал), Ли Пеем (гитара), Ян Лэем (бас-гитара) и Ли Си Е (ударные). Вдохновившись музыкой американской группы Rage Against The Machine, участники решили назвать группу Twisted Machine и позиционировать себя как хардкор-команду.
После трёх лет успешной карьеры, группа впервые получила приглашение выступить на музыкальном фестивале Midi. В том же году музыканты подписали контракт с лейблом Scream Records, на котором был выпущен дебютный одноимённый альбом коллектива. Далее последовали успешные выступления на фестивалях Rock Fest in Shenzhen и Chong Qing Beer Fest.
После успеха Twisted Machine на родине лидер группы Ван Сяо принял решение покинуть коллектив по личным причинам. Его заменил вокалист Лян Лян, который повёл группу в новом направлении — стиль Twisted Machine приобрёл черты ню-метала и рэпкора.

## Дискография
Студийные альбомы
- 2001: 扭曲的机器 (Twisted Machine)
- 2008: 重返地下 (Return To Underground)
- 2010: XXX
- 2017: 迷失北京 (Lost In Beijing)

Мини-альбомы
- 2006: 存在 (Being)

## Участники
Текущий состав
- Лян Лян — вокал (с 2001)
- Ли Пей — гитара (с 1998)
- Ли Нань — гитара (с 2004)
- Ян Лэй — бас-гитара (с 1998)
- Ли Си Е — ударные (с 1998)

Бывшие участники
- Ван Сяо — вокал (1998—2001)